# Crassula pubescens
Crassula pubescens (лат.) — вид суккулентных растений рода Толстянка (Crassula) семейства Толстянковые (Crassulaceae), естественно произрастающий на территории Капской провинции Южно-Африканской Республики.

## Название
Родовое латинское название Crassula происходит от латинского слова crassus, — «толстый», в основном из-за присутствия у растений этого рода сочных листьев.
Видовой латинский эпитет pubescens происходит от лат. pubescent — «мелко опушенный, пушистый», обусловлен опушенными листьями.

## Ботаническое описание
Невысокие многолетние кустарники, достигающие высоты до 30 см. Обычно они сильно разветвлены, с листьями, которые позднее опадают. Форма листьев варьирует от обратно-ланцетных до обратно-яйцевидных, иногда эллиптических или линейных. Размеры листьев составляют (6-)10-30(-40) х (2-)4-15(-20) мм, они могут быть как тупыми, так и острыми, сжатыми в дорзивентральном направлении и слегка выпуклыми с обеих сторон. Листья покрыты войлочной поверхностью, их окраска может варьироваться от зеленой до коричневой.

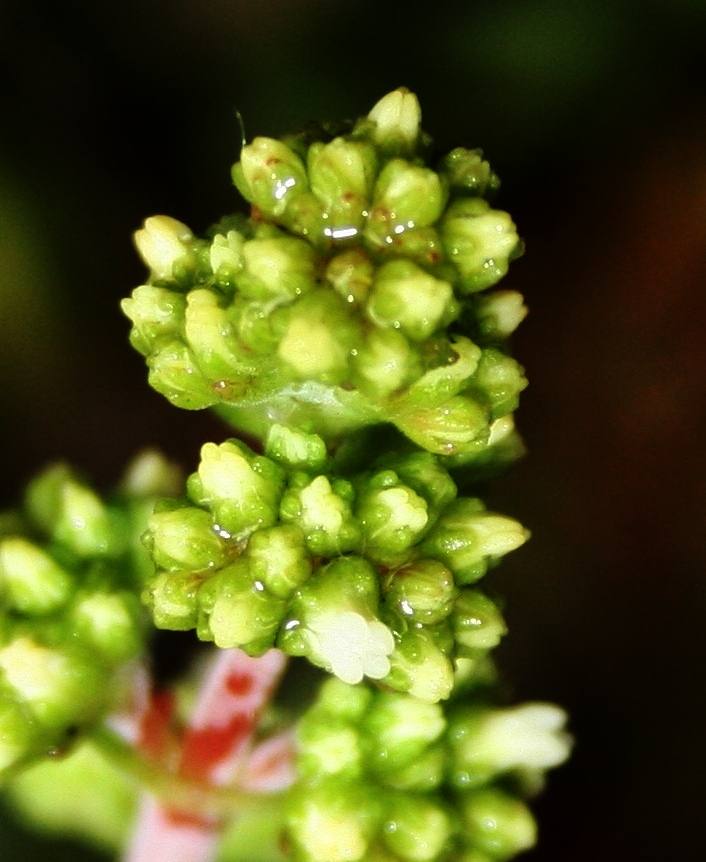
Соцветие

Цветки собраны в округлые или немного удлиненные соцветия, включающие небольшое количество шаровидных дихазий. Длина цветоноса составляет 0,08-0,15 метра, и он становится голым к моменту полного созревания. Чашечки обычно продолговато-треугольные, длиной 1-1,5 мм, с опушенными или голыми поверхностями, имеют мясистую текстуру и зеленоватый цвет. Венчик цветка трубчатый или почти цилиндрический, основание его слегка сросшееся на 0,3-0,5 мм, окраска может варьироваться от кремовой до бледно-желтой. Лепестки венчика обратно-ланцетно-пандуриформные, длиной 2-3 мм, с удлиненно-эллипсоидным или почти шаровидным придатком на дорсальной стороне и короткой перепончатой вершиной внутри. Тычинки обычно имеют желтые пыльники.

## Распространение и экология
Вид был интродуцирован во Францию.

## Таксономия
Crassula pubescens Thunb., первое упоминание в Nova Acta Phys.-Med. Acad. Caes. Leop.-Carol. Nat. Cur. 6: 330 (1778).

### Синонимы
Гомотипные (основанные на одном и том же номенклатурном типе):
- Globulea pubescens (Thunb.) P.V.Heath

### Подвиды
Подтвержденные подвиды в соответствии с данными сайта Plants of the World Online на 2024 год:

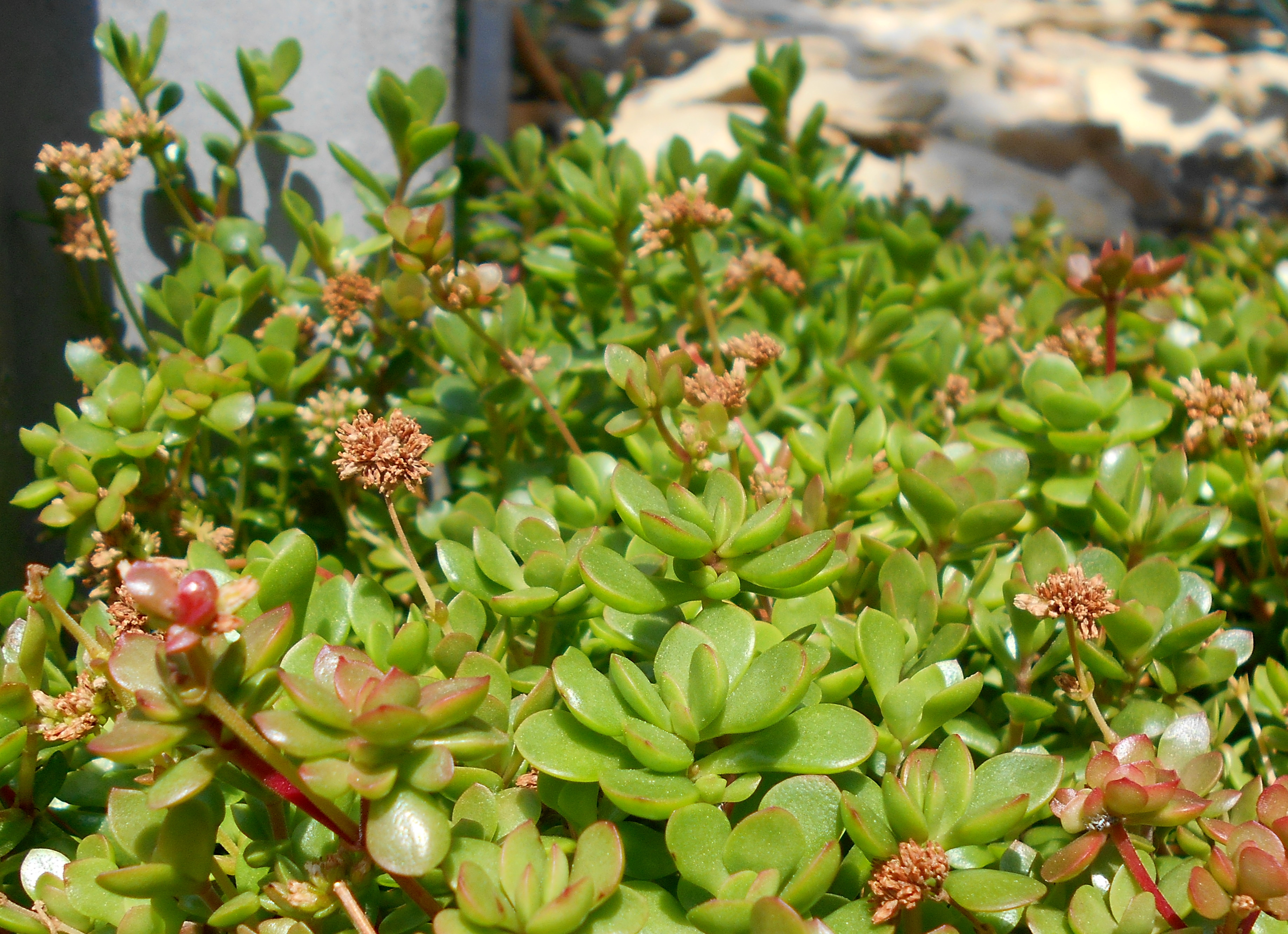
Crassula pubescens subsp. radicans

- Crassula pubescens subsp. pubescens

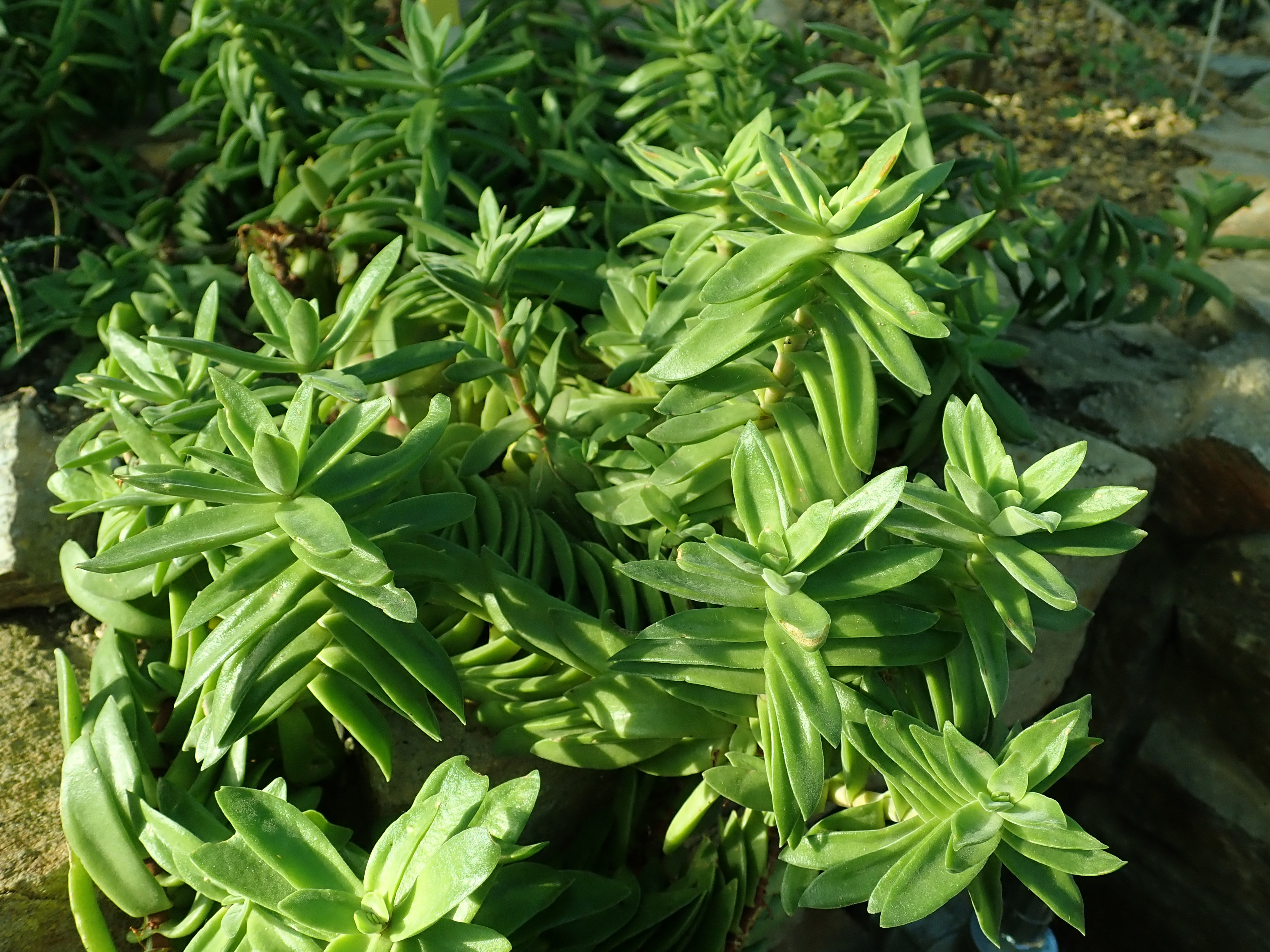
Crassula pubescens subsp. rattrayi

- Crassula pubescens subsp. radicansCrassula pubescens subsp. radicans (Haw.) Toelken
- Crassula pubescens subsp. rattrayi (Diels ex Schönland & Baker f.) ToelkenCrassula pubescens subsp. rattrayi